# 永昌镇 (武威市)
永昌镇，是中华人民共和国甘肃省武威市凉州区下辖的一个乡镇级行政单位。

## 行政区划
永昌镇下辖以下地区：
白洪村、张英村、校西村、东坡村、烟下村、和丰村、和寨村、山高村、中沟村、南沟村、刘沛村、石碑村、梧桐村、马洵村、水磨村、张兴村、下源村、上源村、白云村、张义村、羊桐村和校东村。